# Torreya jackii
Torreya jackii é uma espécie de conífera da família Taxaceae.
Apenas pode ser encontrada na China.
Está ameaçada por perda de habitat.